# Dallara GP3/16
La Dallara GP3/16 è una vettura sportiva, monoposto, a ruote scoperte. È l'unica monoposto, ammessa, dal 2016, nel campionato della GP3 Series. Rappresenta la terza generazione di vetture, pensata dal costruttore italiano, per questo campionato

## Storia

### Presentazione
La vettura è stata presentata il 3 settembre 2015, nel corso del weekend del Gran Premio d'Italia di Formula 1, categoria i cui appuntamenti sono supportati dal campionato di GP3 Series. La vettura verrà utilizzata, per tre stagioni, fino al 2018.

## La vettura

### Innovazioni

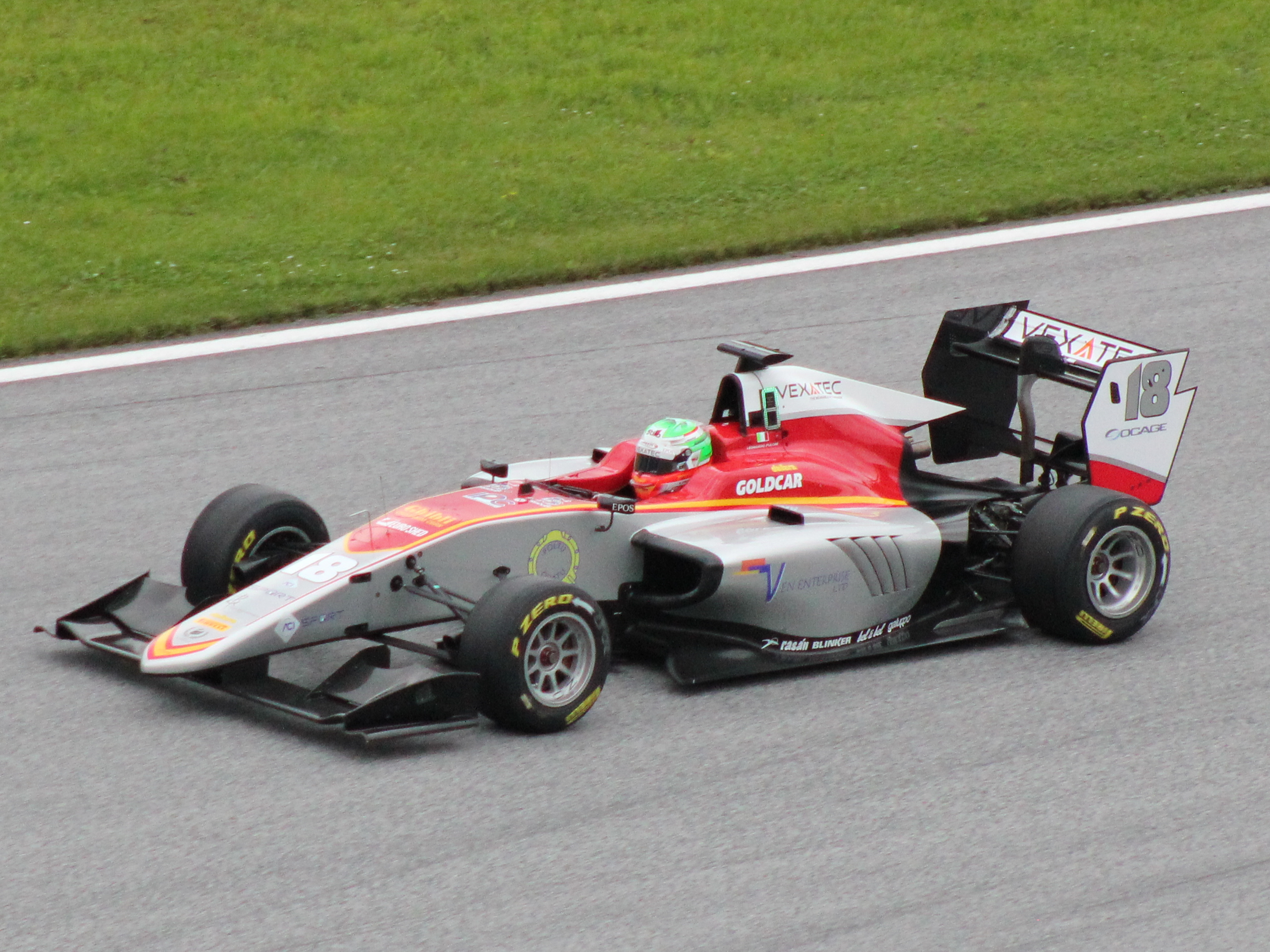
Dallara GP3/16 di Leonardo Pulcini nel 2018

Secondo Bruno Michel, CEO della GP3 Series, sono state tre le linee di sviluppo seguite per approntare questa vettura: cercare di favorire i sorpassi; ridurre i costi per i team; migliorare la sicurezza.
Il design del sedile è stato modificato, per consentire un maggior comfort ai piloti più alti; l'aerodinamica della vettura è stata pensata per consentire, con maggiore facilità, i sorpassi, mentre la scocca è stata rinforzata per meglio assorbire gli urti frontali, e laterali, come previsto dalle nuove normative introdotte in F1. La differenza, più evidente, rispetto alla Dallara GP3/13 è nella forma del musetto.

### Caratteristiche tecniche
La vettura è spinta da un motore Mecachrome V6 da 3.400 cm³, a pressione atmosferica, capace di generare 400 cv. Dalla stagione 2017 è previsto che su tali vetture venga montato il Drag Reduction System, già presente sulle monoposto di F1.